# Lega dei Super Assassini
La Lega dei Super Assassini (League of Super-Assassins) è un gruppo di supercriminali dei fumetti pubblicati negli Stati Uniti d'America dalla DC Comics, avversaria della Legione dei Supereroi.

## Storia editoriale
La Lega dei Super Assassini fu originariamente creata come rozza analogia per l'adesione degli X-Men della Marvel Comics dell'epoca, creata dal consenso mutuale tra gli scrittori dei due fumetti al fine di creare un crossover inter-compagno tramite delega. La Guardia Imperiale degli Shi'ar era inizialmente un omaggio alla Legione dei Supereroi, che comparve in X-Men n. 107.
Il gruppo esordisce nella serie Superboy and the Legion of Super-Heroes n. 253 del luglio 1979.

## Trama
I membri del gruppo sono esseri con superpoteri provenienti dal pianeta Dryad. Ingannati nel pensare che la Legione dei Supereroi fosse in qualche modo coinvolta nella distruzione del loro pianeta natale, ne pianificarono la distruzione. A controllarli vi era Dark Man, che era in realtà un clone di Tharok, genio malvagio dei Fatal Five e che sottopose i membri del gruppo ad alcuni esperimenti che diedero loro dei superpoteri.
Dopo la cattura da parte della Legione, Blok scelse di aiutare i supereroi contro Dark Man e gli fu così offerto un posto nella Legione. Molti degli altri membri furono o rilasciati dalla prigione o evasero per unirsi alla Legione dei Supercriminali, cominciando con Legion of Super-Heroes n. da 1 a 5.

## Personaggi
- Blok: una forma di vita a base di silicio con l'aspetto di un umanoide roccioso ed una massa e una forza sovraincrementate. Era in grado di assorbire determinati tipi di energia e aveva una longevità maggiore di quella umana.
- Silver Slasher: vero nome Ki-Lan, una femmina con un corpo metallico e dita affilate come rasoi. Era in grado di far girare il suo corpo a supervelocità, rendendo il suo corpo in grado di fornirle superforza e l'abilità di farsi strada tra la maggior parte dei materiali noti.
- Titania: una femmina superforte con invulnerabilità. Cugina di Silver Slasher, aveva una forza in grado di rivaleggiare con quella di Mon-El o Superboy.
- Lazon: vero nome Chey-Nu. Può tramutarsi in ogni singola forma di luce.
- Mist Master: vero nome Yer Sti-Tuan. Può mutare in ogni forma nota di gas o vapore.
- Neutrax: vero nome Wi Kan Muur. Siede su una sedia volante come Metron dei Nuovi Dei. Possiede il potere di neutralizzare i poteri altrui per brevi periodi di tempo.